# Rathangan (Kildare)
Rathangan (forma anglicizzata) o Ráth Iomgháin (in irlandese) è una cittadina nella contea di Kildare, in Irlanda.